# Marinești, Gorj
Marinești este un sat în comuna Crușeț din județul Gorj, Oltenia, România.

## Vezi și
- Biserica de lemn din Marinești, Gorj

 Acest articol despre o localitate din județul Gorj este deocamdată un ciot. Puteți ajuta Wikipedia prin completarea lui.